# Gherardo Freschi

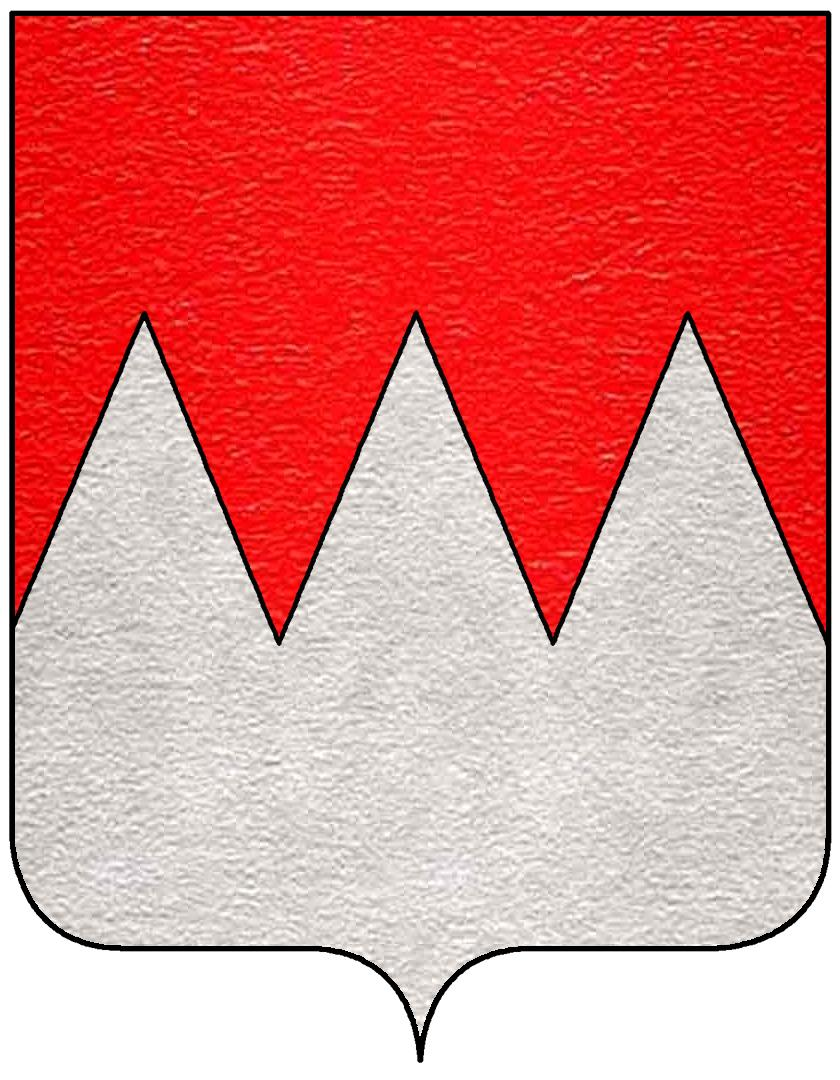
Stemma Attems

Gherardo Freschi di Cucagna (Ronchis, 13 dicembre 1805 – Ramuscello, 9 giugno 1883) è stato un agronomo e patriota italiano.

## Biografia

### Origini e formazione
Nacque dalla nobile famiglia dei Conti Attems, figlio dei conti Antonio e Caterina d'Attimis. Rimasto presto orfano del padre, si trasferì con la madre, il fratello e le due sorelle presso lo zio materno, il conte Alessandro d'Attimis, a Ramuscello.
Si formò a Padova, dapprima presso il collegio di Santa Giustina, quindi all'università locale da dove uscì laureato in legge e scienze naturali.
Nel 1817, morto lo zio senza eredi diretti, la sua famiglia ne ereditò una buona parte dei beni. Non appena ebbe raggiunto la maggiore età, il Freschi si occupò del cospicuo patrimonio, dando prova di eccellenti doti gestionali; in poco tempo la residenza di Ramuscello divenne un'azienda agricola all'avanguardia, assunta a modello per l'intero Friuli.
Nel 1835 sposò Fosca Zen, che gli diede, l'anno successivo, Gustavo, futuro deputato della Camera del Regno.

### La prima attività agronomica
Di formazione cattolica, il Freschi ebbe sempre una notevole propensione alla solidarietà sociale - pur fondata su un indubbio paternalismo - che lo portò a impegnarsi in importanti opere di assistenza, culturali ed educative, spronato dalla profonda fiducia nei progressi della scienza. Su questa base fondò i periodici L'Educazione della donna (che tuttavia ebbe vita breve: due soli fascicoli nel 1838 e nel 1839) e soprattutto L'Amico del contadino (1842-1848).
Nel 1841, dopo aver presentato al governo austriaco una proposta per l'insegnamento agricolo nelle scuole pubbliche, fu inviato dall'Istituto veneto di scienze, lettere ed arti in Germania e in Svizzera per studiare le esperienze di quei paesi nell'ambito delle scuole d'agricoltura e dei poderi modello. Favorito dalla conoscenza dell'inglese, fece molti altri viaggi all'estero con lo scopo di approfondire le proprie conoscenze agronomiche. In Italia presenziò alle riunioni di Meleto organizzate da Cosimo Ridolfi e a vari Congressi scientifici dei quali fu ai vertici la sezione di agronomia e tecnologia: era presidente a Lucca nel 1843, a Napoli nel 1845, vicepresidente a Milano nel 1844, segretario a Padova nel 1842 e a Venezia nel 1847.
Nel 1846 fondò, con il fratello Carlo e con Alvise Francesco Mocenigo, l'Associazione agraria friulana di cui divenne direttore. In questo periodo promosse tecniche utili a migliorare le rendite nelle terre friulane, riguardanti l'intero universo agrario: dai foraggi alle rotazioni, dall'allevamento, al drenaggio passando per la bachicoltura, le potature delle viti, l'analisi dei suoli e le concimazioni, ambiti questi ultimi basati sulle recenti scoperte della chimica. La sua opera contribuì a formare una nuova classe di esperti che negli anni seguenti rinnovarono le aziende di tutta Italia (si cita, fra gli altri, Domenico Rizzi).

### La Repubblica di San Marco
Con lo scoppio dei moti del 1848 il Freschi si fece coinvolgere appieno nella vita pubblica. Nel marzo di quell'anno istituì a San Vito al Tagliamento la guardia civica e, in seguito, si occupò di organizzare una milizia da affiancare all'esercito regolare. La sua tipografia di San Vito fu utilizzata per la stampa di propaganda, mentre ne L'Amico del contadino cominciarono a comparire editoriali sempre più schierati (tanto che fu chiuso all'inizio di maggio).
Nello stesso periodo iniziò a operare anche a Venezia in qualità di consultore per la provincia del Friuli e fu a stretto contatto con Daniele Manin e Niccolò Tommaseo. Il 31 agosto 1848 divenne uno dei quattro commissari (gli altri erano Giambattista Giustinian, Giuseppe Giovanelli ed Elia Todros) per il prestito nazionale italiano a favore di Venezia. Utilizzò la sua rete di conoscenze per la causa dei patrioti e viaggiò a Firenze, Torino e Genova alla ricerca di appoggi.

### L'esilio e l'omeopatia
Nel 1849, alla caduta della Repubblica di San Marco, riparò a Parigi; nel frattempo veniva proscritto e i suoi beni sequestrati. Nel 1850, dopo aver ricevuto una petizione da parte di alcune personalità, il governo austriaco ritirò il bando ma il Freschi, fieramente, preferì rimanere in esilio.
Non potendo più dedicarsi all'agricoltura si cimentò sull'omeopatia. Seguace di Benoît-Jules Mur e di sua moglie Rosina, li seguì in Egitto (dove soggiornò sino al 1853); qui fondò e diresse i dispensari omeopatici di Alessandria e del Cairo. Tornato in Francia, pubblicò una riedizione ampliata de Le médicin du peuple del Mure.
Rientrato in patria nel 1854 grazie a un'amnistia, promosse la diffusione dell'omeopatia in Italia: nominato vicepresidente dell'Accademia omeopatica di Torino, aprì un dispensario omeopatico gratuito a Ramuscello che si occupò della cura di malati poveri della zona. Collaborò inoltre alla Rivista omiopatica, della quale curò la traduzione degli articoli comparsi negli Stati Uniti. Nel 1882 partecipò alla fondazione della Società Hahnemanniana italiana, anche se ormai l'interesse per la materia era notevolmente diminuito.

### Il ritorno e la bachicoltura
Il ritorno in Italia gli permise di riprendere gli interessi agronomici. Dopo aver riportato le sue proprietà all'antico splendore (nei cinque anni di sequestro erano decadute), nel 1855 ricominciò a partecipare all'Associazione agraria friulana, rimasta pressoché inattiva durante il suo esilio, e fu nominato presidente nel 1856. Nel 1855 iniziarono le pubblicazioni del Bullettino dell'Associazione agraria friulana del quale fu una delle più significative personalità.
Nel giugno 1858, persuaso dall'idea che le razze europee di baco da seta dovessero essere rinvigorite con l'introduzione delle originali razze asiatiche, accolse la proposta di Giovanni Battista Castellani e prese a organizzare una spedizione scientifica-commerciale che lo portò, lodato dalla stampa, in India, Cina e Giappone. Rientrò nel 1859 ma i risultati furono pessimi; per sua fortuna, riuscì a mantenere un profilo più discreto rispetto all'entusiasta Castellani e si dissociò prima che il compagno venisse travolto dalle polemiche.
Freschi fu in realtà uno dei pochi bachicoltori a riuscire ad allevare con successo le razze importate. Questo settore lo assorbì particolarmente nel periodo successivo, nonostante l'imperversare della pebrina che mise in ginocchio l'intero settore negli anni 1860. Si dedicò alla sperimentazione e all'organizzazione di congressi (Gorizia nel 1870, Udine nel 1872 e Rovereto nel 1874) e rappresentò l'Italia in quello internazionale di Montpellier nel 1874. Nello stesso anno pubblicò Il testamento di un vecchio bacologo, già apparso in alcuni numeri del Bullettino e fu tra i primi bachicoltori friulani a convertire la propria filanda a vapore, applicando peraltro un sistema di estrazione della fumana per migliorare la salubrità dell'ambiente di lavoro. Fu inoltre uno dei massimi rappresentanti di quel movimento a sostegno della piccole filande rurali che, pur soggette a un continuo ammodernamento, mantenevano alla loro base il paternalismo umanitario del padrone; non è un caso se questa realtà dimostrò in Friuli una maggiore vitalità rispetto ad altre zone d'Italia.
Tra gli anni 1860 e 1870 studiò anche la viticoltura su terreni ghiaiosi. La ricerca diede ottimi risultati e permise di realizzare coltivazioni in vaste zone sino ad allora improduttive. Nell'ultimo periodo, benché fosse stato colpito da sordità, continuò ad occuparsi di statistica agraria, di chimica dei concimi e si interessò anche della crisi agraria degli anni 1880. Continuò a partecipare a numerose istituzioni culturali sia italiane che straniere e a sedere ai vertici di organismi tecnici e scientifici: ad esempio, promosse la nascita della Scuola enologica di Conegliano, fece parte del comitato di vigilanza dell'Istituto Tecnico di Udine e presiedette la commissione ampelografica della provincia di Udine.
Per quanto riguarda la vita politica, dopo il '48 si tenne lontano da essa; solo, nel 1871 fu eletto sindaco di Cordovado.